# Elkin Serrano
Elkin Serrano (Piedecuesta, Colombia; 17 de marzo de 1984) es un futbolista colombiano. Juega de defensa. Actualmente milita para el Victoria Hotspurs de la isla de Gozo en Malta.

## Clubes
| Club                 | País     | Año           |
| -------------------- | -------- | ------------- |
| Academia F. C.       | Colombia | 2006 - 2007   |
| La Equidad           | Colombia | 2008 - 2010   |
| Águilas Doradas      | Colombia | 2011          |
| Cúcuta Deportivo     | Colombia | 2012          |
| Atlético Bucaramanga | Colombia | 2012          |
| Alianza Petrolera    | Colombia | 2013          |
| Balzan               | Malta    | 2014 - 2019   |
| Nadur Youngsters     | Gozo     | 2019-2020     |
| Ħamrun Spartans      | Malta    | 2020-2021     |
| Victoria Hotspurs    | Gozo     | 2021-presente |

## Estadísticas
| Club                            | Div.                | Temporada           | Liga  | Liga  | Copa Nacional | Copa Nacional | Copa Internacional | Copa Internacional | Total | Total |
| Club                            | Div.                | Temporada           | Part. | Goles | Part.         | Goles         | Part.              | Goles              | Part. | Goles |
| ------------------------------- | ------------------- | ------------------- | ----- | ----- | ------------- | ------------- | ------------------ | ------------------ | ----- | ----- |
| Academia F. C. · Colombia       | 2.ª                 | 2006-07             | 45    | 0     | —             | —             | —                  | —                  | 45    | 0     |
| Academia F. C. · Colombia       | Total club          | Total club          | 45    | 0     | 0             | 0             | 0                  | 0                  | 45    | 0     |
| La Equidad · Colombia           | 1.ª                 | 2008                | 35    | 1     | 0             | 0             | —                  | —                  | 35    | 1     |
| La Equidad · Colombia           | 1.ª                 | 2009                | 18    | 1     | 0             | 0             | 2                  | 0                  | 20    | 1     |
| La Equidad · Colombia           | 1.ª                 | 2010                | 21    | 0     | 0             | 0             | —                  | —                  | 21    | 0     |
| La Equidad · Colombia           | Total club          | Total club          | 74    | 2     | 0             | 0             | 2                  | 0                  | 74    | 2     |
| Águilas Doradas · Colombia      | 1.ª                 | 2011                | 19    | 2     | 6             | 1             | —                  | —                  | 25    | 3     |
| Total club                      | Total club          | 19                  | 2     | 6     | 1             | 0             | 0                  | 25                 | 3     |       |
| Cúcuta Deportivo · Colombia     | 1.ª                 | 2012                | 12    | 0     | 4             | 0             | —                  | —                  | 16    | 0     |
| Total club                      | Total club          | 12                  | 0     | 4     | 0             | 0             | 0                  | 16                 | 0     |       |
| Atlético Bucaramanga · Colombia | 2.ª                 | 2012                | 14    | 0     | 3             | 0             | —                  | —                  | 17    | 0     |
| Total club                      | Total club          | 14                  | 0     | 3     | 0             | 0             | 0                  | 17                 | 0     |       |
| Alianza Petrolera · Colombia    | 1.ª                 | 2013                | 13    | 1     | 6             | 0             | —                  | —                  | 19    | 1     |
| Total club                      | Total club          | 13                  | 1     | 6     | 0             | 0             | 0                  | 19                 | 1     |       |
| Balzan Malta                    | 1.ª                 | 2014-15             | 30    | 3     | 2             | 0             | —                  | —                  | 32    | 3     |
| Balzan Malta                    | 1.ª                 | 2015-16             | 30    | 2     | 4             | 0             | 2                  | 0                  | 36    | 2     |
| Balzan Malta                    | 1.ª                 | 2016-17             | 29    | 2     | 2             | 0             | 2                  | 0                  | 33    | 2     |
| Balzan Malta                    | 1.ª                 | 2017-18             | 22    | 2     | 3             | 0             | 2                  | 0                  | 27    | 2     |
| Balzan Malta                    | 1.ª                 | 2018-19             | 22    | 2     | 2             | 0             | 4                  | 0                  | 28    | 2     |
| Balzan Malta                    | Total club          | Total club          | 133   | 11    | 13            | 0             | 10                 | 0                  | 156   | 11    |
| Nadur Youngsters Gozo           | 1.ª                 | 2019-20             | ?     | ?     | —             | —             | —                  | —                  | ?     | ?     |
| Total club                      | Total club          | --                  | --    | 0     | 0             | 0             | 0                  | --                 | --    |       |
| Ħamrun Spartans Malta           | 1.ª                 | 2020-21             | 21    | 1     | 0             | 0             | —                  | —                  | 21    | 1     |
| Ħamrun Spartans Malta           | Total club          | Total club          | 21    | 1     | 0             | 0             | 0                  | 0                  | 21    | 1     |
| Victoria Hotspurs Gozo          | 1.ª                 | 2021-22             | ?     | ?     | —             | —             | —                  | —                  | ?     | ?     |
| Total club                      | Total club          | --                  | --    | 0     | 0             | 0             | 0                  | --                 | --    |       |
| Total en su carrera             | Total en su carrera | Total en su carrera | 331   | 17    | 32            | 1             | 12                 | 0                  | 375   | 18    |

## Palmarés

### Campeonatos nacionales
| Título           | Club             | País     | Año     |
| ---------------- | ---------------- | -------- | ------- |
| Copa Colombia    | La Equidad       | Colombia | 2008    |
| Copa Maltesa     | Balzan           | Malta    | 2018-19 |
| Primera División | Nadur Yougnsters | Gozo     | 2019-20 |
| Premier League   | Ħamrun Spartans  | Malta    | 2020-21 |